# Franz Landgraf (Fotograf)
Franz Landgraf (* 19. März 1870 in Zschocken; † 15. Oktober 1953 in Zwickau) war ein deutscher Fotograf und Verleger von Ansichtskarten insbesondere für das Erzgebirge.

## Leben

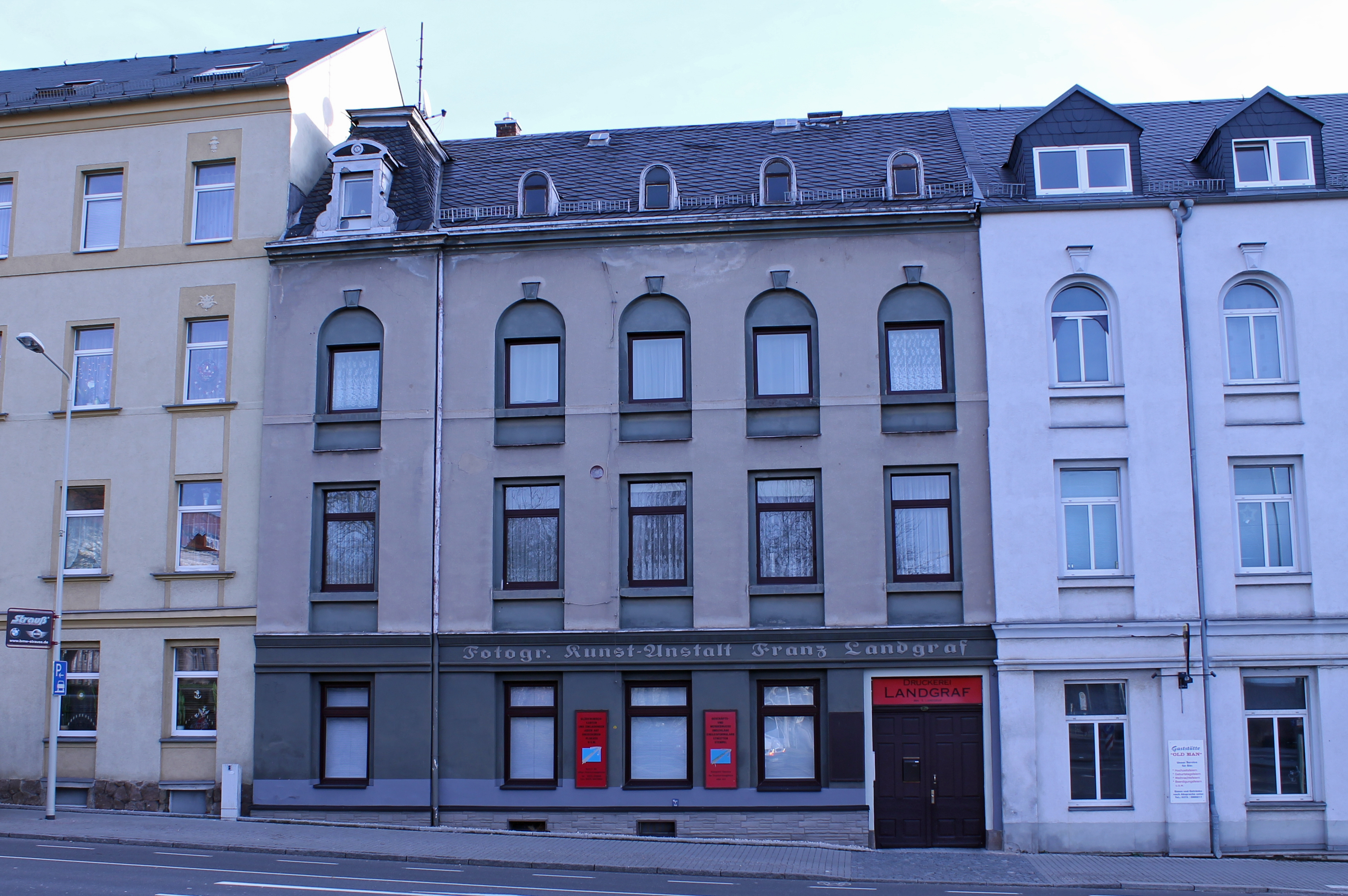
Geschäftshaus in der Zwickauer Kopernikusstraße

Landgraf stammte aus der Umgebung der sächsischen Industriestadt Zwickau. Nach dem Schulbesuch in Zwickau-Schedewitz war er bis 1889 als gelernter Böttcher auf der Walz im Rheinland, bevor er in Berlin bis 1895 seine Ausbildung erfolgreich abschloss. Im Jahre 1900 machte er sich als Fotograf selbstständig und eröffnete gegenüber der Zwickauer Kaserne in der Kasernenstraße 2A (heute: Kopernikusstraße 2) ein fotografisches Atelier. Gleichzeitig gründete er dort eine nach ihm benannte Kunstanstalt, in der er bis zu seinem Tod über 13.000 unterschiedliche Ansichtskarten von eigenen Fotografien verlegte. Die erste bekannte Karte Landgrafs wurde im August 1900 abgestempelt. Er stellte auch Glasdia-Serien her, darunter zum Beispiel Das schöne Sachsen mit 176 Lichtbildern.
Er wurde Mitglied des Erzgebirgsvereins und hielt vor dem Ersten Weltkrieg Lichtbildvorträge, die er zum Teil gemeinsam mit seinem Freund Anton Günther organisierte.
Die beiden Söhne Landgrafs wurden ebenfalls Fotografen, von denen sich Hans Landgraf (1899–1980) in Oberschlema niederließ.

## Ehrungen
- 1906: Ehrendiplom der Gewerbe- und Industrie-Ausstellung Zwickau[3]